# Flatoides brunneus
Flatoides brunneus är en insektsart som först beskrevs av Frederick Arthur Godfrey Muir 1924.  Flatoides brunneus ingår i släktet Flatoides och familjen Flatidae. Inga underarter finns listade i Catalogue of Life.